# Pseudocalamobius truncatus
Pseudocalamobius truncatus là một loài bọ cánh cứng trong họ Cerambycidae.